# Eubasilissa avalokhita
Eubasilissa avalokhita är en nattsländeart som beskrevs av Schmid 1962. Eubasilissa avalokhita ingår i släktet Eubasilissa och familjen broknattsländor. Utöver nominatformen finns också underarten E. a. naga.